# Ostrovany
Ostrovany (in ungherese Osztrópatak) è un comune della Slovacchia facente parte del distretto di Sabinov, nella regione di Prešov.